# Slaterocoris utahensis
Slaterocoris utahensis är en insektsart som beskrevs av Knight 1968. Slaterocoris utahensis ingår i släktet Slaterocoris och familjen ängsskinnbaggar. Inga underarter finns listade i Catalogue of Life.